# Coalición por la Libertad de California
La Coalición por la Libertad de California es un grupo político que aboga por el empoderamiento político, económico y social de los californianos. Apoya la atención médica universal para los californianos, una mayor representación de California en el Congreso de los EE. UU. y más fondos para la educación en California, así como la posibilidad de la independencia de California.

## Historia
El grupo, en 2017, reunió firmas para solicitar al Estado de California que se separe de los Estados Unidos de América.
Trazando paralelismos intencionales con el movimiento separatista en Cataluña, que se separó brevemente de España, el grupo se afilia a grupos como el Partido Nacional de California. La Coalición por la Libertad de California ha participado en muchas manifestaciones en todo el estado que promueven los principios democráticos.
La Coalición por la Libertad de California ha sido reportada por Sacramento Bee, LA Weekly,Mother Jones y otros medios de comunicación centrados en California. El grupo se ha destacado en programas de noticias de televisión locales y Fox News.

## Organización
Está compuesto oficialmente por dos entidades sin fines de lucro, el Fondo de Educación de la Coalición por la Libertad de California y el Fondo de Defensa de la Coalición por la Libertad de California.

## Incidencia política
El grupo de expertos en políticas de la Coalición por la Libertad de California también ha escrito una serie de trabajos de investigación que destacan las áreas del gobierno federal que son menos democráticas y perjudican a la gente de California.
Ha cabildeado en la Asamblea Estatal por proyectos de ley que protegen a los californianos, como SB822  Net Neutrality.